# ويتي (لاعب كرة قدم)
وايتنيس شيمويو جواو كيمبو (من مواليد 26 أغسطس 1996)، المعروف باسم ويتي ، هو لاعب كرة قدم موزمبيقي محترف يلعب لنادي دبا الحصن الإماراتي كجناح .

## مسيرته مع الأندية
مولود في بيرا ، بدأ ويتي مسيرته مع سبورتنج كلوب دا بيرا . في صيف عام 2014، انتقل إلى البرتغال، وانضم إلى صفوف الشباب في نادي ناسيونال .
في 11 يناير 2015، شارك ويتي لأول مرة مع نادي ناسيونال في مباراة الفوز على أرضه أمام بوافيستا في الدوري البرتغالي الممتاز .  بعد ثلاثة أيام فقط، سجل أول هدف احترافي له في مباراة كأس الدوري البرتغالي ضد نادي موريرينسي . في وقت لاحق من ذلك الشهر، وقع ويتي عقدًا مع إس إل بنفيكا حتى نهاية الموسم. 
في يونيو 2015، عاد ويتي إلى ناسيونال. 

## مسيرته الدولية
ظهر ويتي لأول مرة مع موزمبيق في عام 2015، ومثل البلاد في كأس كوسافا 2015 .

### الأهداف الدولية
النتائج والنتائج تسرد رصيد أهداف موزمبيق أولاً. 
| العدد | التاريخ        | المكان                                             | الخصم        | النتيجة | الحصيلة | المسابقة                     |
| ----- | -------------- | -------------------------------------------------- | ------------ | ------- | ------- | ---------------------------- |
| 1.    | 26 مايو 2019   | ملعب الملك زويثيني ، أوملازي ، جنوب أفريقيا        | ناميبيا      | 1 –1    | 1-2     | كأس كوسافا 2019 ‏             |
| 2.    | 18 نوفمبر 2019 | الملعب الوطني في كابو فيردي ، برايا ، الرأس الأخضر | الرأس الأخضر | 2 –2    | 2-2     | تصفيات كأس أمم أفريقيا 2021  |
| 3.    | 9 سبتمبر 2023  | ملعب زيمبيتو ، مابوتو ، موزمبيق                    | بنين         | 1 –1    | 3-2     | تصفيات كأس أمم أفريقيا 2023 ‏ |
| 4.    | 14 يناير 2024  | ملعب فيليكس هوفويت بوانيي ، أبيدجان ، ساحل العاج   | مصر          | 1 –1    | 2-2     | كأس أمم أفريقيا 2023         |

## الإنجازات
موزمبيق
- كأس كوسافا الوصيف:2015[5]

## روابط خارجية
- ويتي على فرق كرة القدم الوطنية.كوم
- ويتي  على سكروي